# Nesogenes euphrasioides
Nesogenes euphrasioides là loài thực vật có hoa thuộc họ Cỏ chổi. Loài này được (Hook. & Arn.) A.DC. mô tả khoa học đầu tiên năm 1847.